# Dina Belenkaya
Dina Vadimovna Belenkaya (en idioma ruso: Дина Вадимовна Беленькая) (San Petersburgo, 22 de diciembre de 1993) es una ajedrecista, comentarista, streamer de Twitch y youtuber rusa-israelí que ostenta el título de Gran Maestra Femenina (GMF) por la FIDE.

## Primeros años
Dina Vadimovna Belenkaya nació el 22 de diciembre de 1993 en San Petersburgo. Su madre, Asya Kovalyova, ha sido entrenadora de ajedrez infantil durante más de 30 años y, en particular, fue la primera entrenadora de Anish Giri, quien desde entonces se ha convertido en Gran Maestro (GM) y ha llegado a ocupar el tercer puesto en el ranking mundial. Belenkaya aprendió a jugar al ajedrez con su madre a los tres años y comenzó a competir a los cinco. A los 10 años, empezó a trabajar con Andrey Praslov, maestro de la FIDE (FM) que era entrenador en el mismo club de ajedrez que su madre.

## Carrera

### 2007-2014: Ganadora de la Primera Liga Rusa, primera norma de MI

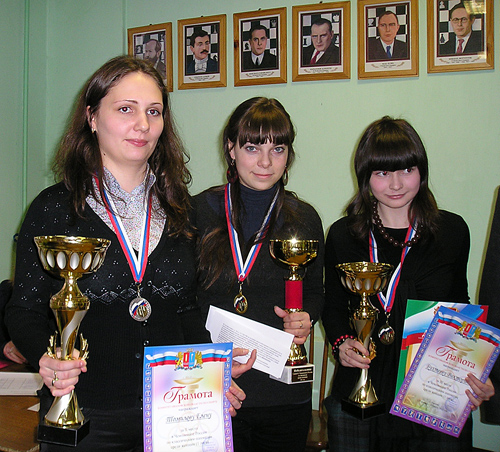
Belenkaya (centro) con el trofeo de ganadora del Campeonato Femenino Ruso de Primera Liga 2011.

Belenkaya obtuvo su primera clasificación FIDE en abril de 2007, a los 13 años, comenzando con 1872 tras participar en el Abierto de Invierno en San Petersburgo en enero. Al mes siguiente, jugó por primera vez el Campeonato Femenino de San Petersburgo. Belenkaya alcanzó una puntuación de 2000 en octubre de 2008, a los 14 años, tras una buena actuación en el Abierto Femenino Memorial de Liudmila Rudenko, donde obtuvo una puntuación de 4/8 contra oponentes con una puntuación media mucho más alta, de 2242. A finales de año, terminó en primera posición empatada en el Campeonato Femenino Sub-18 de San Petersburgo con una puntuación de 6½/9.
Belenkaya alcanzó por primera vez una puntuación de 2100 en 2010, cifra que se elevó a 2200 a finales de 2011. En 2010 le fue concedido el título de Maestra Femenina (WFM). Su mejor resultado de 2011 lo obtuvo en febrero, cuando ganó el Campeonato Femenino de Rusia de Primera División, en Ivánovo, a los 17 años. Obtuvo 8/9 contra oponentes con una puntuación media de 2192. Compiló una puntuación de rendimiento de 2543 y obtuvo tres victorias contra jugadoras con una puntuación superior a 2300, concretamente Maria Fominykh, Inna Ivakhinova y Daria Charochkina. Esta fue la última edición de la Primera Liga. Durante 2012, terminó en cuarta posición con una puntuación de 5½/9 en la segunda fase de la Copa de Rusia femenina, por detrás de Olga Girya, Aleksandra Goryachkina y Ekaterina Timofeeva, todas ellas con una puntuación mucho más alta.
Belenkaya siguió manteniendo una puntuación en torno a los 2200 hasta mediados de 2014. A principios de 2013, derrotó a Igor Shvyrjov, un gran maestro estonio con una puntuación de 2470, en el grupo IM del Festival Conmemorativo Paul Keres. Tras ganar la medalla de bronce en el campeonato juvenil femenino ruso Sub-21, participó por primera vez en el Campeonato Europeo Individual Femenino de Ajedrez. En el torneo celebrado en Belgrado (Serbia), obtuvo una puntuación de 5/11, destacando su victoria en la primera ronda contra Elisabeth Pähtz, maestra internacional alemana (MI) con una puntuación de 2454.
Obtuvo su primer aumento significativo de puntuación desde 2011 durante el periodo de puntuación de agosto de 2014, cuando ganó más de 100 puntos de puntuación en dos torneos y ascendió a 2329, por encima del umbral de 2300 necesario para el título de Gran Maestra Femenina (WGM). En primer lugar, ganó 30 puntos de rating en el Campeonato Europeo Individual Femenino de Ajedrez con una puntuación igualada de 5½/11 contra oponentes con un rating medio de 2321. 
A este resultado le siguió la medalla de bronce en el Open International d'Echecs d'Avoine en Francia, por detrás de dos Grandes Maestros, Maxime Lagarde y Alon Greenfeld. Obtuvo una puntuación de 7/9 con una puntuación de rendimiento de 2557, destacando sus victorias sobre cuatro maestros internacionales. Su única derrota fue contra el ganador del torneo, Lagarde. En total, ganó 76 puntos de rating. También obtuvo su primera norma WGM al superar con creces los 5½ puntos necesarios, y también obtuvo su primera norma de MI.

### 2015-presente: título de Gran Maestra y normas de maestro internacional restantes

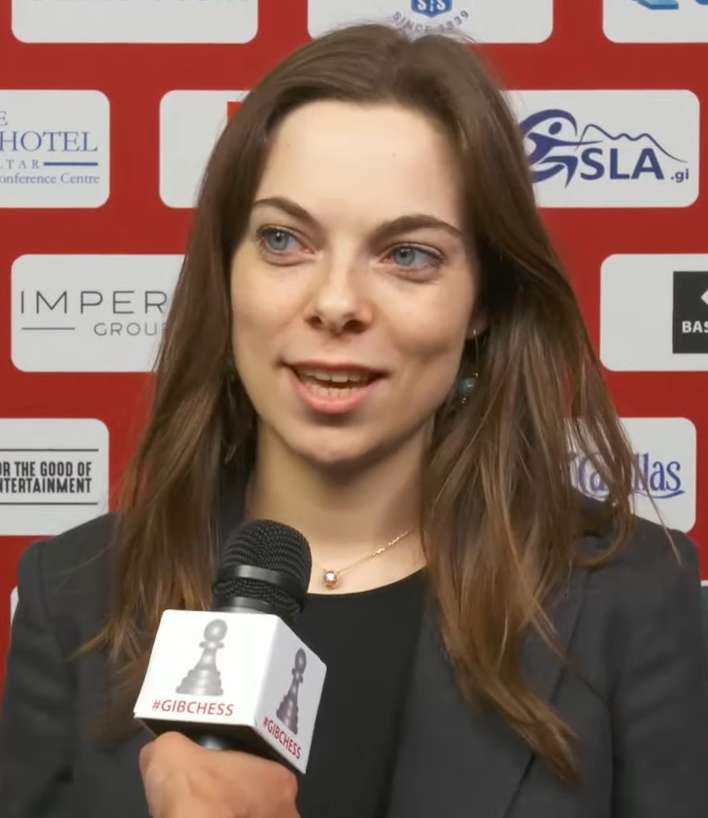
Belenkaya siendo entrevistada en el Festival de Ajedrez de Gibraltar en 2020.

Durante gran parte de su carrera como adulta, Belenkaya ha mantenido su puntuación entre 2250 y 2350. En medio de una serie de malos resultados en la primera mitad de 2015 que hicieron que su puntuación bajara hasta 2213, obtuvo un buen resultado en marzo, cuando ganó por primera vez el Campeonato Femenino de San Petersburgo. Obtuvo 7½/9, medio punto por delante de la subcampeona Alina Balaian.
En la segunda mitad del año, Belenkaya recuperó todos los puntos de rating que había perdido y alcanzó un nuevo récord de 2352. Su mayor aumento de puntuación se produjo de nuevo en agosto, cuando ganó 30 puntos en la Liga Superior del Campeonato Femenino de Rusia y 62 puntos en el Festival Internacional de Condom en Francia. Este último torneo fue un torneo de todos contra todos con diez participantes. A pesar de ser la jugadora con la puntuación más baja, obtuvo 6/9 y quedó en segundo lugar, por detrás de Serghei Vedmediuc, maestro internacional moldavo. Obtuvo su segunda norma de WGM y su segunda norma de MI, la primera de ellas con ½ punto más de lo necesario.
Finalmente recibió el título de Gran Maestra Femenina en 2016. Por segundo año consecutivo, obtuvo tanto la norma de WGM como la de MI en el Festival Internacional de Condom, lo que le valió el título de WGM. Como segunda jugadora con la puntuación más baja, terminó empatada en primer lugar con otras tres jugadoras con una puntuación de 6/9, pero quedó cuarta debido a los criterios de desempate. Su puntuación fue 1 punto superior a la puntuación requerida para la norma WGM. Durante 2017, ganó la medalla de bronce en el Abierto de Moscú B, la división femenina del torneo, por detrás de Oksana Gritsayeva y Alina Kashlinskaya. A finales de año, ganó otra medalla de bronce al alcanzar las semifinales de la Copa de Rusia femenina. Eliminó a Alexandra Makarenko en la primera ronda antes de perder contra Elena Tomilova.

## Competición de equipos

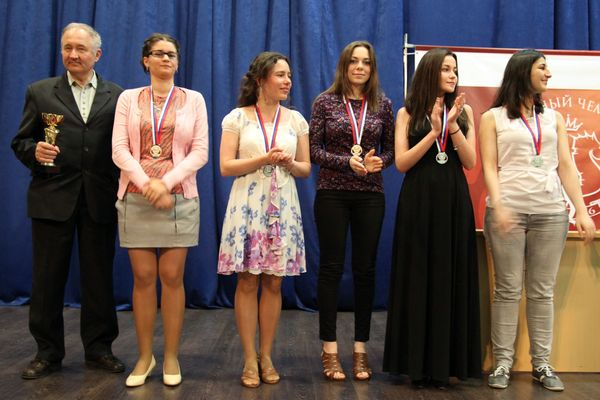
Belenkaya (tercera desde la derecha) en el Campeonato Ruso por Equipos de 2016.

### Eventos nacionales
A nivel nacional, cuando competía para Rusia, participó en el Campeonato Femenino por Equipos de Rusia en seis ocasiones desde 2015. En 2015, representando al equipo SDYUSSHOR SHSH (Escuela Especializada de Ajedrez y Damas para Niños y Jóvenes de la Reserva Olímpica) de San Petersburgo, ganó una medalla de plata en el torneo de diez equipos de 2015 junto con Anastasia Bodnaruk, Evgenija Ovod y Alina Balaian. Este resultado también les valió una plaza en la Copa de Europa de Clubes a finales de ese año. A nivel individual, no tuvo un buen rendimiento, ya que obtuvo 3/7 y perdió 9 puntos de rating.
Tuvo mejores resultados en sus siguientes participaciones en el evento, ganando puntos de rating en sus siguientes cinco Campeonatos de Rusia por Equipos Femeninos. El equipo volvió a ganar la medalla de plata en 2016 con un conjunto similar de jugadoras, solo que Balaian pasó a ser reserva y fue sustituida por Anna Styazhkina. Belenkaya obtuvo 5/8 y ganó 10 puntos de rating. Aunque el equipo solo ganó la medalla de bronce en 2017 y 2018, consiguió 5/7 y 6/8 esos años, ganando 16 y 11 puntos de rating respectivamente. El equipo volvió a ganar la medalla de plata en 2019. Aunque no ganaron ninguna medalla en 2021, logró una puntuación de 2434, su mejor resultado en el evento, y ganó 37 puntos de rating.

### Eventos internacionales
Belenkaya también jugó en el mismo equipo SDYUSSHOR SHSH en la Copa de Europa de Clubes Femeninos. En el evento de 2015, el SDYUSSHOR SHSH terminó en séptimo lugar entre doce equipos. Al año siguiente, en 2016, volvieron a terminar en séptimo lugar, esta vez entre catorce equipos. Al igual que en la competición nacional, obtuvo un mejor resultado en su segunda participación, con una puntuación de 4½/7 y ganando puntos de rating en 2016, en comparación con una puntuación de 3½/7 en 2015, en la que perdió puntos de rating. Su mejor resultado por equipos fue en 2018, cuando la competición se dividió en una fase de liguilla de dos grupos de seis equipos y una fase eliminatoria de tres grupos de cuatro equipos a dos rondas, en la que los grupos se determinaron según la clasificación de la liguilla. El SDYUSSHOR SHSH se clasificó para el grupo eliminatorio superior y terminó en cuarto lugar. Aunque perdió puntos de clasificación tanto en 2018 como en 2019, sus victorias contra las jugadoras de mayor clasificación Stavroula Tsolakidou y Zhansaya Abdumalik ayudaron a su equipo a conseguir empates en la primera ronda en ambos casos.

### Ligas
Belenkaya ha competido en la Bundesliga femenina de Alemania desde 2015. Juega en el Bad Königshofen desde 2016, después de que su equipo original, el SF 1891 Friedberg, se disolviera tras su primer año. Con Belenkaya jugando para el club, el Bad Königshofen ganó la liga en dos ediciones consecutivas, en 2018-19 y 2019-21. Obtuvo excelentes resultados en ambas temporadas del campeonato. Obtuvo 8½/9 durante la temporada 2018-19, derrotando a todas sus oponentes excepto a Karina Ambartsumova, una gran maestra con una puntuación de 2396. Su puntuación global fue de 2537. La temporada siguiente, el Bad Königshofen llegó a la ronda final necesitando un empate contra el segundo clasificado, el SK Schwäbisch Hall, para hacerse con el título. En la partida final, Belenkaya derrotó a Irina Bulmaga, una maestra internacional con una puntuación de 2396, lo que ayudó a su equipo a empatar la partida y ganar la liga. En total, Belenkaya obtuvo una puntuación de 6½/8, lo que corresponde a una puntuación de rendimiento de 2453, y también destacó por su victoria contra Zhansaya Abdumalik, que en ese momento tenía una puntuación de 2471.
Belenkaya también ha competido en ligas en Francia y Serbia. A finales de 2019, derrotó a Momchil Nikolov, un gran maestro con una puntuación de 2557, en la liga francesa. Belenkaya jugó en el primer tablero del equipo Sahmatni Kruzok, con sede en Novi Sad, en la Liga Femenina Serbia de 2019.

## Estilo de juego
Belenkaya tiene una fuerte preferencia por jugar 1.e4 (apertura de peón de rey) con las piezas blancas por encima de cualquier otro primer movimiento. Con las piezas negras, suele defenderse contra 1.e4 con la defensa Caro-Kann (1.e4 c6) y contra 1.d4 (apertura de peón de la reina) con el gambito de dama aceptado (1.d4 d5 2.c4 dxc4).

## Carrera como creadora de contenidos
Comenzó a retransmitir partidas de ajedrez en Twitch en abril de 2020, al comienzo de la pandemia de COVID-19, tras ser invitada por Alexandra Botez a competir en el torneo de ajedrez femenino online Isolated Queens que ella estaba organizando. Belenkaya aprovechó el hecho de que solo las competidoras que retransmitieran su participación podían optar a los premios como motivación para aprender a retransmitir y crear un canal. A principios de abril firmó un contrato para retransmitir en Chess.com y colabora con otros streamers de su plataforma. Su hermana Asya, artista y jugadora de ajedrez principiante, se unió al canal alrededor de julio de ese año, añadiendo más variedad. Casi al mismo tiempo que Belenkaya comenzó a retransmitir en Twitch, también lanzó un canal de YouTube con contenido similar, siendo el nombre de ambos TheBelenkaya, en referencia a las dos hermanas.
Belenkaya ha sido comentarista tanto de eventos presenciales como online. Fue comentarista oficial de la Copa del Mundo de 2021 junto con Aleksandr Shimanov, gran maestro ruso. Realizó las entrevistas oficiales posteriores a las partidas en el Gran Premio de la FIDE de 2022. Para Chess.com, ha comentado diversos eventos en línea, incluidos los Titled Tuesdays semanales y el Speed Chess Championship.
Belenkaya participó en el Mogul Chessboxing Championship, un evento de exhibición de ajedrez-boxeo organizado por Ludwig Ahgren en diciembre de 2022 en el que compitieron creadores de contenido. Se enfrentó a Andrea Botez en uno de los dos únicos combates entre ajedrecistas competitivos reales. Belenkaya ganó inicialmente el combate en la parte de ajedrez con un mate en una jugada en el tablero, cuando Botez se rindió. Sin embargo, un día después, se les concedió la victoria a ambas luchadoras, ya que los organizadores consideraron que el árbitro debería haber detenido el combate por nocaut técnico a favor de Botez, ya que Belenkaya necesitaba una parada más de las asignadas en el último asalto de boxeo.

## Vida personal
Belenkaya es judía. Se graduó en la Universidad Politécnica de San Petersburgo Pedro el Grande en 2018 con una licenciatura en lingüística aplicada. Habla tres idiomas con fluidez: inglés, ruso y francés, este último lo aprendió en parte gracias a dos semestres que pasó en Francia. Belenkaya es Maestra de Deportes de Rusia.